# Чоповцы (село)
Чоповцы (укр. Чопівці) — село в Великолучковской сельской общине Мукачевского района Закарпатской области Украины.
Население по переписи 2001 года составляло 434 человека. Почтовый индекс — 89620. Телефонный код — 3131. Занимает площадь 0,709 км². Код КОАТУУ — 2122786811.